# 32897 Curtharris
32897 Curtharris è un asteroide areosecante. Scoperto nel 1994, presenta un'orbita caratterizzata da un semiasse maggiore pari a 2,3388101 au e da un'eccentricità di 0,3022141, inclinata di 23,86124° rispetto all'eclittica.
L'asteroide è dedicato all'astronomo amatoriale Curtis Harris.